# Percey
Cet article possède un paronyme, voir Percy.
Pour les articles homonymes, voir Percey (homonymie).
Percey est une commune française située dans le département de l'Yonne en région Bourgogne-Franche-Comté.

## Géographie
Entouré par les communes de Villiers-Vineux, Butteaux et Jaulges, Percey est situé à 27 km au Nord-Est d'Auxerre, la plus grande ville des environs.
Situé à 121 mètres d'altitude, La rivière l'Armançon est le principal cours d'eau qui traverse la commune de Percey. Elle est également située en bordure du canal de Bourgogne et sera prochainement traversée par la véloroute qui relie Tonnerre à Saint-Florentin.

### Climat
Pour des articles plus généraux, voir Climat de la Bourgogne-Franche-Comté et Climat de l'Yonne.
En 2010, le climat de la commune est de type climat océanique dégradé des plaines du Centre et du Nord, selon une étude du Centre national de la recherche scientifique s'appuyant sur une série de données couvrant la période 1971-2000. En 2020, Météo-France publie une typologie des climats de la France métropolitaine dans laquelle la commune est exposée à un climat océanique altéré et est dans la région climatique  Lorraine, plateau de Langres, Morvan, caractérisée par un hiver rude (1,5 °C), des vents modérés et des brouillards fréquents en automne et hiver. 
Pour la période 1971-2000, la température annuelle moyenne est de 10,6 °C, avec une amplitude thermique annuelle de 15,7 °C. Le cumul annuel moyen de précipitations est de 742 mm, avec 10,3 jours de précipitations en janvier et 7,9 jours en juillet. Pour la période 1991-2020, la température moyenne annuelle observée sur la station météorologique de Météo-France la plus proche, « Ligny-le-Châtel », sur la commune de Ligny-le-Châtel à 9 km à vol d'oiseau, est de 11,5 °C et le cumul annuel moyen de précipitations est de 772,9 mm. 
La température maximale relevée sur cette station est de 40,7 °C, atteinte le 7 août 2003 ; la température minimale est de −22 °C, atteinte le 16 janvier 1985,,. 
Les paramètres climatiques de la commune ont été estimés pour le milieu du siècle (2041-2070) selon différents scénarios d'émission de gaz à effet de serre à partir des nouvelles projections climatiques de référence DRIAS-2020. Ils sont consultables sur un site dédié publié par Météo-France en novembre 2022.

## Urbanisme

### Typologie
Au 1er janvier 2024, Percey est catégorisée commune rurale à habitat dispersé, selon la nouvelle grille communale de densité à sept niveaux définie par l'Insee en 2022.
Elle est située hors unité urbaine. Par ailleurs la commune fait partie de l'aire d'attraction de Saint-Florentin, dont elle est une commune de la couronne,. Cette aire, qui regroupe 19 communes, est catégorisée dans les aires de moins de 50 000 habitants,.

### Occupation des sols
L'occupation des sols de la commune, telle qu'elle ressort de la base de données européenne d’occupation biophysique des sols Corine Land Cover (CLC), est marquée par l'importance des territoires agricoles (90,7 % en 2018), une proportion identique à celle de 1990 (90,7 %). La répartition détaillée en 2018 est la suivante : 
terres arables (71,7 %), zones agricoles hétérogènes (12,9 %), forêts (9,3 %), prairies (6 %). L'évolution de l’occupation des sols de la commune et de ses infrastructures peut être observée sur les différentes représentations cartographiques du territoire : la carte de Cassini (XVIIIe siècle), la carte d'état-major (1820-1866) et les cartes ou photos aériennes de l'IGN pour la période actuelle (1950 à aujourd'hui).

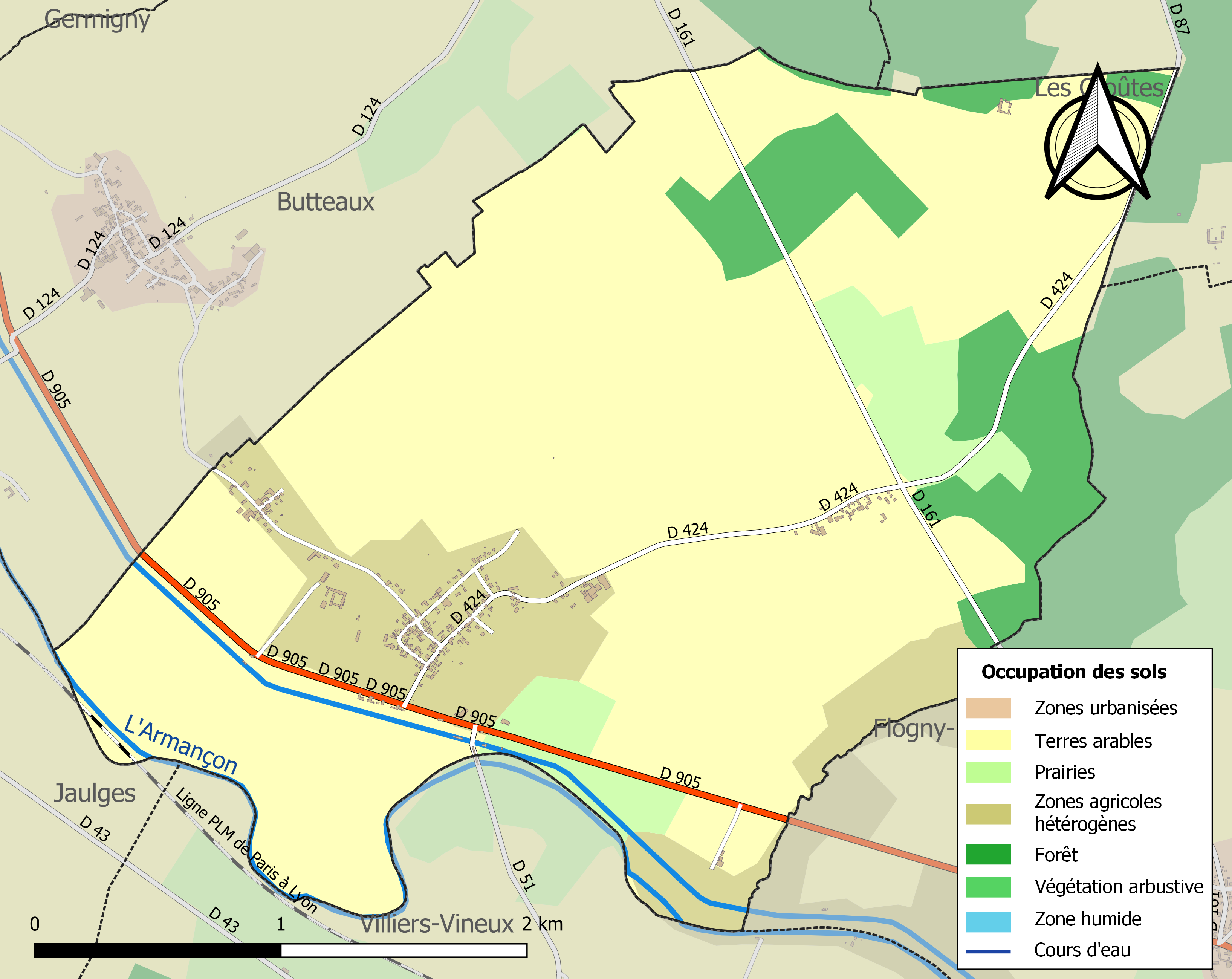
Carte des infrastructures et de l'occupation des sols de la commune en 2018 (CLC).

## Politique et administration
La liste des maires de la commune :
| ANNEE | Date d'élection  | NOM DU MAIRE                        | complément d'information                                           |
| 1790  |                  | PROTAT P.                           |                                                                    |
| 1795  | 1 Germinal An 4  | THIESSON L.                         | 21 mars 1796                                                       |
| 1796  | 13 Germinal An 5 | MICHAUT J.B.                        | 2 avril 1797                                                       |
| 1798  | 30 Ventose An 6  | BAILLOT                             | 20 mars 1798                                                       |
| 1798  | 4 Thermidor An 6 | MICHAUT J. B.                       | 22 juillet 1798                                                    |
| 1798  | 21 Nivose An 7   | FLEURY                              | 22 décembre 1798                                                   |
| 1800  | 2 Fructidor An 2 | PROTAT                              | 21 août 1794                                                       |
| 1808  |                  | BAILLOT                             |                                                                    |
| 1813  |                  | TARDIEU DE MALEISSYE A.M.           |                                                                    |
| 1816  |                  | PROTAT Pierre                       |                                                                    |
| 1826  |                  | Comte DE MALEISSYE                  |                                                                    |
| 1830  |                  | BAILLOT Etienne                     |                                                                    |
| 1831  |                  | MONJARDET Bernard                   |                                                                    |
| 1834  |                  | GIBIER Jacques                      |                                                                    |
| 1842  |                  | MONJARDET Bernard                   |                                                                    |
| 1845  |                  | MONJARDET Bernard                   |                                                                    |
| 1848  |                  | PROTAT Bernard                      | a démissionné                                                      |
| 1849  |                  | CLEMENDOT Bazile                    |                                                                    |
| 1852  |                  | MICHAUT                             | Conseil dissout par le Préfet et nouveau maire nommé par le Préfet |
| 1852  |                  | TARDIEU Vicomte DE MALEISSYE Conrad |                                                                    |
| 1855  |                  | TARDIEU Vicomte DE MALEISSYE Conrad |                                                                    |
| 1860  |                  | CLEMENDOT Bazile                    |                                                                    |
| 1861  |                  | VIAULT Etienne                      | Adjoint, fonction de Maire                                         |
| 1865  |                  | MAUREY Arsène                       |                                                                    |
| 1870  |                  | MONJARDET Adhérald                  | Maire provisoire                                                   |
| 1871  |                  | MAUREY Arsène                       |                                                                    |
| 1875  |                  | FOURNIER Etienne Henri              |                                                                    |
| 1878  |                  | MONJARDET Adhérald                  |                                                                    |
| 1881  |                  | MONJARDET Adhérald                  |                                                                    |
| 1884  |                  | MONJARDET Adhérald                  |                                                                    |
| 1888  |                  | MONJARDET Adhérald                  |                                                                    |
| 1891  |                  | BERNARD Joseph Charles              |                                                                    |
| 1891  |                  | MAUREY Arsène                       |                                                                    |
| 1892  |                  | MAUREY Arsène                       |                                                                    |
| 1899  |                  | FOURNIER Edouard                    |                                                                    |
| 1900  |                  | FOURNIER                            |                                                                    |
| 1904  | 15-mai           | Comte RIANT Denis                   |                                                                    |
| 1907  | 18-juil          | PETITJEAN Henri                     | à la suite de la démission du Comte RIANT                          |
| 1908  | 17-mai           | FOURNIER Edouard                    |                                                                    |
| 1911  | 08-oct           | VALLET Jules Charles                |                                                                    |
| 1912  | 19-mai           | VALLET Jules Charles                |                                                                    |
| 1919  | 10-déc           | Comte RIANT Denis                   |                                                                    |
| 1921  | 17-juil          | BOUTON Jules-Alfred                 |                                                                    |
| 1929  | 19-mai           | PETIT JEAN William                  |                                                                    |
| 1935  | 19-mai           | MICHAUT Henri                       |                                                                    |
| 1944  | 16-nov           | GUIGNOT Paul                        |                                                                    |
| 1945  | 18-mai           | GEORGE André                        |                                                                    |
| 1950  | 16-juil          | CHARBONNIER Maurice                 |                                                                    |
| 1955  | 12-sept          | HOUILLON Auguste                    |                                                                    |
| 1959  | 20-mars          | LHUILLER Louis                      |                                                                    |
| 1961  | 15-mars          | HOUILLON Auguste                    |                                                                    |
| 1965  | 27-mars          | HOUILLON Auguste                    |                                                                    |
| 1968  | 30-avr           | CHENEAU Roger                       |                                                                    |
| 1971  | 20-mars          | CHENEAU Roger                       |                                                                    |
| 1974  | 11-mai           | CORNU Camille                       |                                                                    |
| 1977  | 26-mars          | CORNU Camille                       |                                                                    |
| 1978  | 29-juil          | BOURGUIGNAT Paul                    |                                                                    |
| 1979  | 07-sept          | DURAND Jeannine                     |                                                                    |
| 1983  | 18-mars          | DURAND Jeannine                     |                                                                    |
| 1989  | 17-mars          | DURAND Jeannine                     |                                                                    |
| 1995  | 25-juin          | DURAND Jeannine                     |                                                                    |
| 2001  | 22-mars          | DURAND Jeannine                     |                                                                    |
| 2008  | 21-mars          | BOUCHERON Daniel                    |                                                                    |
| 2014  | 05-avr           | BOUCHERON Daniel                    |                                                                    |
| 2020  | 04-juil          | BOUCHERON Daniel                    |                                                                    |

| Période   | Période   | Identité         | Étiquette      | Qualité           |
| --------- | --------- | ---------------- | -------------- | ----------------- |
| mars 2014 | mars 2020 | Daniel BOUCHERON | Sans Étiquette | Retraité du privé |
| mars 2008 | mars 2014 | Daniel BOUCHERON | Sans Étiquette | Retraité du privé |

## Démographie
L'évolution du nombre d'habitants est connue à travers les recensements de la population effectués dans la commune depuis 1793. Pour les communes de moins de 10 000 habitants, une enquête de recensement portant sur toute la population est réalisée tous les cinq ans, les populations de référence des années intermédiaires étant quant à elles estimées par interpolation ou extrapolation. Pour la commune, le premier recensement exhaustif entrant dans le cadre du nouveau dispositif a été réalisé en 2007.

En 2022, la commune comptait 248 habitants, en évolution de +0,4 % par rapport à 2016 (Yonne : −1,95 %, France hors Mayotte : +2,11 %).
| 1793 | 1800 | 1806 | 1821 | 1831 | 1836 | 1841 | 1846 | 1851 |
| ---- | ---- | ---- | ---- | ---- | ---- | ---- | ---- | ---- |
| 456  | 489  | 475  | 465  | 495  | 489  | 458  | 473  | 425  |

| 1856 | 1861 | 1866 | 1872 | 1876 | 1881 | 1886 | 1891 | 1896 |
| ---- | ---- | ---- | ---- | ---- | ---- | ---- | ---- | ---- |
| 389  | 407  | 401  | 415  | 383  | 360  | 385  | 347  | 330  |

| 1901 | 1906 | 1911 | 1921 | 1926 | 1931 | 1936 | 1946 | 1954 |
| ---- | ---- | ---- | ---- | ---- | ---- | ---- | ---- | ---- |
| 310  | 316  | 275  | 290  | 244  | 218  | 237  | 241  | 226  |

| 1962 | 1968 | 1975 | 1982 | 1990 | 1999 | 2006 | 2007 | 2012 |
| ---- | ---- | ---- | ---- | ---- | ---- | ---- | ---- | ---- |
| 205  | 179  | 257  | 256  | 277  | 257  | 264  | 265  | 249  |

| 2017 | 2022 | - | - | - | - | - | - | - |
| ---- | ---- | - | - | - | - | - | - | - |
| 252  | 248  | - | - | - | - | - | - | - |

## Économie
Plusieurs commerces ont disparu au fil des années. Deux auberges, une boulangerie, un garage, un contrôle technique. Actuellement, il reste une serre horticole. Il existe des terrains à la vente sur une zone artisanale.

## Culture locale et patrimoine

### Lieux et monuments
- L'église Saint-Loup a une nef des XVe siècle et XVIe siècles et un chœur de style ogival du XVIe siècle.
- Le château de Percey du XVIIIe siècle, avec galerie d'art possède un parc qui couvre près de quatre hectares et qui est divisé en quatre jardins: l'entrée, le jardin naturel, le jardin romantique et le labyrinthe. Il est privé mais propose une activité de gîte.
- Un hôtel particulier ayant appartenu à la comtesse de Montgrillon, objet d'une restauration en 1916-1920 par l'architecte Charles Adda[18].

### Personnalités liées à la commune
- Louis-Victor Baillot, dernier survivant de la bataille de Waterloo, né à Percey le 9 avril 1793, décédé à Carisey le 3 février 1898.
- Gustave Goetschy, journaliste et critique d'art, fondateur de la revue littéraire et artistique Paris-Noël, né à Percey le 13 septembre 1846, décédé à Paris (7e) le 11 août 1902.

## Pour approfondir